# Joppidium antennator
Joppidium antennator är en stekelart som beskrevs av Dmitriy R. Kasparyan och Ruiz-cancino 2005. Joppidium antennator ingår i släktet Joppidium och familjen brokparasitsteklar. Inga underarter finns listade i Catalogue of Life.